# Casa dels masovers de Cal Roig
Casa dels masovers de Cal Roig és una obra de Bellvei (Baix Penedès) inclosa a l'Inventari del Patrimoni Arquitectònic de Catalunya.

## Descripció
Edifici de dues plantes separades per una estreta cornisa que corre pel mateix nivell que les bases dels diferents balcons. Els baixos tenen una gran portalada d'arc escarser que mena cap al pati interior, a cada banda dues finestres rectangulars amb reixat. El pis noble presenta tres portes balconeres amb barana i base. A sobre hi ha una altra cornisa i una barana de paredat. El pati interior té a cada costat les dependències pròpies d'una casa de pagès i enfront hi ha l'habitatge dels masovers. L'edifici és arrebossat i pintat de color blanc i marró.

## Història
En una fotografia antiga de 1920 es pot veure l'edifici sense emblanquinar i arrebossar.